# Barro Negro
Barro Negro è un comune (comisión municipal in spagnolo) dell'Argentina, appartenente alla provincia di Jujuy, nel dipartimento di San Pedro.
In base al censimento del 2001, nel territorio comunale dimorano 2.063 abitanti, di cui 484 nella cittadina di Rosario de Río Grande, capoluogo del comune.